# Cəlal Hüseynov
Cəlal Hakim oğlu Hüseynov (2 gennaio 2003) è un calciatore azero, difensore dell'Arda Kărdžali.

## Carriera

### Club
Cresciuto nel settore giovanile dello Zirə, ha esordito in prima squadra il 4 dicembre 2019, in occasione dell'incontro di Azərbaycan Kuboku vinto 4-0 contro il Qaradağ.

### Nazionale
Il 14 novembre 2021 ha esordito con la nazionale azera giocando l'amichevole pareggiata 2-2 contro il Qatar.

## Statistiche

### Presenze e reti nei club
Statistiche aggiornate al 14 novembre 2021.
| Stagione        | Squadra         | Campionato      | Campionato | Campionato | Coppe nazionali | Coppe nazionali | Coppe nazionali | Coppe continentali | Coppe continentali | Coppe continentali | Altre coppe | Altre coppe | Altre coppe | Totale | Totale |
| Stagione        | Squadra         | Comp            | Pres       | Reti       | Comp            | Pres            | Reti            | Comp               | Pres               | Reti               | Comp        | Pres        | Reti        | Pres   | Reti   |
| --------------- | --------------- | --------------- | ---------- | ---------- | --------------- | --------------- | --------------- | ------------------ | ------------------ | ------------------ | ----------- | ----------- | ----------- | ------ | ------ |
| dic. 2019       | Zirə            | PL              | 0          | 0          | CA              | 1               | 0               |                    | -                  | -                  |             | -           | -           | 1      | 0      |
| 2020-2021       | Zirə            | PL              | 9          | 0          | CA              | 1               | 0               |                    | -                  | -                  |             | -           | -           | 10     | 0      |
| 2021-2022       | Zirə            | PL              | 8          | 1          | CA              | 0               | 0               |                    | -                  | -                  |             | -           | -           | 8      | 1      |
| Totale carriera | Totale carriera | Totale carriera | 17         | 1          |                 | 2               | 0               |                    | -                  | -                  |             | -           | -           | 19     | 1      |

### Cronologia presenze e reti in nazionale
| Cronologia completa delle presenze e delle reti in nazionale ― Azerbaigian | Cronologia completa delle presenze e delle reti in nazionale ― Azerbaigian | Cronologia completa delle presenze e delle reti in nazionale ― Azerbaigian | Cronologia completa delle presenze e delle reti in nazionale ― Azerbaigian | Cronologia completa delle presenze e delle reti in nazionale ― Azerbaigian | Cronologia completa delle presenze e delle reti in nazionale ― Azerbaigian | Cronologia completa delle presenze e delle reti in nazionale ― Azerbaigian | Cronologia completa delle presenze e delle reti in nazionale ― Azerbaigian |
| Data                                                                       | Città                                                                      | In casa                                                                    | Risultato                                                                  | Ospiti                                                                     | Competizione                                                               | Reti                                                                       | Note                                                                       |
| -------------------------------------------------------------------------- | -------------------------------------------------------------------------- | -------------------------------------------------------------------------- | -------------------------------------------------------------------------- | -------------------------------------------------------------------------- | -------------------------------------------------------------------------- | -------------------------------------------------------------------------- | -------------------------------------------------------------------------- |
| 14-11-2021                                                                 | Baku                                                                       | Azerbaigian                                                                | 2 – 2                                                                      | Qatar                                                                      | Amichevole                                                                 | -                                                                          | 90+2’                                                                      |
| 6-6-2022                                                                   | Novi Sad                                                                   | Bielorussia                                                                | 0 – 0                                                                      | Azerbaigian                                                                | UEFA Nations League 2022-2023 - 1º turno                                   | -                                                                          | 52’                                                                        |
| 10-6-2022                                                                  | Baku                                                                       | Azerbaigian                                                                | 0 – 1                                                                      | Slovacchia                                                                 | UEFA Nations League 2022-2023 - 1º turno                                   | -                                                                          |                                                                            |
| 13-6-2022                                                                  | Mərdəkan                                                                   | Azerbaigian                                                                | 2 – 0                                                                      | Bielorussia                                                                | UEFA Nations League 2022-2023 - 1º turno                                   | -                                                                          |                                                                            |
| 27-3-2023                                                                  | Solna                                                                      | Svezia                                                                     | 5 – 0                                                                      | Azerbaigian                                                                | Qual. Euro 2024                                                            | -                                                                          | 73’                                                                        |
| 7-6-2025                                                                   | Riga                                                                       | Lettonia                                                                   | 0 – 0                                                                      | Azerbaigian                                                                | Amichevole                                                                 | -                                                                          | 78’                                                                        |
| 10-6-2025                                                                  | Baku                                                                       | Azerbaigian                                                                | 1 – 2                                                                      | Ungheria                                                                   | Amichevole                                                                 | -                                                                          | 55’                                                                        |
| Totale                                                                     |                                                                            | Presenze                                                                   | 7                                                                          |                                                                            | Reti                                                                       | 0                                                                          |                                                                            |